# Hultalycke naturreservat
Hultalycke är ett naturreservat i Ronneby kommun i Blekinge län.
Reservatet är skyddat sedan 2016 och omfattar 44 hektar. Reservatet sträcker sig 2,5 kilometer norr om Bräkneån och innefattar ett naturskogsområde.